# Закосьцельны, Мацей
Мацей Грациан Закосьцельны (пол. Maciej Gracjan Zakościelny; род. 7 мая 1980 года, Сталёва-Воля, Польша) — польский актёр театра и кино.

## Биография
Мацей Закосьцельны два раза пытался поступить в театральную школу. Учился в Национальной школе музыки им. Игнация Яна Падеревского в классе для скрипачей в Сталёвой-Воле. До 2004 года учился в Театральной академии имени Александра Зельверовича. В 2004 году на фестивале театральных школ в Лодзи Мацей был награждён за труды в театральном искусстве. В том же году поступил в Современный театр. Карьеру в кино Мацей начал в 2001 году. Ещё он дублировал зарубежные фильмы. В 2008 и 2009 годах играл на скрипке на спектаклях.

## Фильмография
| Год  | Название                      | Персонаж                    |
| ---- | ----------------------------- | --------------------------- |
| 1999 | На добро и на зло (сериал)    | Игорь Куровский (2002-2004) |
| 2000 | Плебания (сериал)             | Марек Беднарек (2001-2002)  |
| 2000 | Боб-строитель                 | (дубляж)                    |
| 2002 | Na jelenie                    | Эмиль                       |
| 2002 | Samo Życie (сериал)           | Антони                      |
| 2002 | Свора                         | партнёр Липского            |
| 2002 | Проведение кастинга           |                             |
| 2003 | Старинное предание            | Врамот                      |
| 2003 | Оптом дешевле                 | Чарли Бейкер (дубляж)       |
| 2004 | Преступники (сериал)          | Марек Бродецки              |
| 2004 | Гарри Поттер и узник Азкабана | (дубляж)                    |
| 2005 | Солидарность, Солидарность... | Янек                        |
| 2006 | Ты только люби                | Михал                       |
| 2006 | 6teen                         | Джонси Гарсия (дубляж)      |
| 2006 | Эрагон                        | Эрагон (дубляж)             |
| 2006 | Наживка для акулы             | Пай (дубляж)                |
| 2007 | Почему бы и нет!              | Ян                          |
| 2007 | Ночной дозор                  | Эгремонт (дубляж)           |
| 2008 | Сердце на ладони              | секретарь                   |
| 2008 | Время чести (сериал)          | Бронек Войцеховский         |
| 2012 | Reguły gry (сериал)           | Адам Моравски               |
| 2012 | Правосудие Агаты (сериал)     | Конрад Наленч               |
| 2015 | Strażacy (сериал)             | Адам Войнар                 |
| 2015 | Sugihara Chiune               |                             |